# Raymond Sawada
Raymond Sawada (Richmond, Columbia Británica, 19 de febrero de 1985-Richmond, Columbia Británica, 10 de abril de 2023) fue un jugador de hockey sobre hielo canadiense que jugaba en la posición de delantero.Raymond Masao Sawada (19 de febrero de 1985 - 10 de abril de 2023) fue un jugador profesional canadiense de hockey sobre hielo. Los Dallas Stars de la Liga Nacional de Hockey (NHL) lo seleccionaron en la segunda ronda del NHL Entry Draft de 2004, y jugó 11 partidos con ellos entre 2008 y 2011. Sawada pasó la mayor parte de su carrera en la American Hockey League, con períodos posteriores en la ECHL, SM-Liiga, Elite Ice Hockey League y Asia League Ice Hockey. Se retiró del deporte en 2016 para convertirse en bombero. Sawada murió en 2023 después de sufrir un ataque cardíaco fatal durante un juego de hockey recreativo.

### Primeros años
Sawada nació el 19 de febrero de 1985 en Richmond, Columbia Británica, Canadá [1] hijo de Jack y Regina Sawada. [2] Jugó hockey sobre hielo menor para los Richmond Sockeyes de la Pacific International Junior Hockey League, ganando un campeonato con el equipo en 2003. [3] Después de eso, se le ofreció un contrato con los Nanaimo Clippers de la British Columbia Hockey League,[4] anotando 52 puntos en 54 partidos durante la temporada 2003-04. [5]

### Carrera como jugador
Los Dallas Stars de la Liga Nacional de Hockey (NHL) seleccionaron a Sawada en la segunda ronda, 52.º en general, del NHL Entry Draft de 2004. [6] Pasó los siguientes cuatro años jugando para el equipo masculino de hockey sobre hielo Cornell Big Red, sirviendo como co-capitán durante su última temporada. Sawada jugó 137 partidos con Cornell, durante los cuales anotó 31 goles y 76 puntos. [2] El 28 de marzo de 2008, las Estrellas firmaron a Sawada con un contrato de nivel de entrada de dos años. [7]
Sawada hizo su debut en la NHL el 19 de febrero de 2009, su cumpleaños número 24, anotando un gol en la victoria de Dallas por 4-2 sobre los Edmonton Oilers. [8] Entre 2008 y 2011, Sawada jugó 11 partidos de la NHL, registrando solo un gol. También jugó 287 partidos de la American Hockey League (AHL) para los Iowa Stars, Manitoba Moose y St. John's IceCaps. [9] [10]
Sawada comenzó la temporada profesional de hockey sobre hielo 2013-14 con los Colorado Eagles de la ECHL, esperando otro contrato de la NHL. Cuando no hubo contrato, dejó a los Eagles después de 15 puntos en 18 juegos para unirse a Tappara en SM-Liiga. [5] Allí, Sawada registró tres goles y ocho puntos en 29 partidos de temporada regular. [11] Después de ganar una medalla de plata con Tappara, Sawada firmó un contrato de un año con los Belfast Giants de la Elite Ice Hockey League para la temporada 2014-15. [12] Sawada jugó su última temporada de hockey sobre hielo profesional con los Oji Eagles of Asia League Ice Hockey en 2015-16, registrando 13 goles y 34 puntos en 33 partidos. [9]

### Vida personal
Sawada era de ascendencia italiana y japonesa. [13] Después de retirarse del hockey sobre hielo profesional en 2016, Sawada se convirtió en bombero de Burnaby, Columbia Británica,[14] y vivió en Richmond con su esposa Nicole y sus dos hijas. [15]

### Muerte
El 10 de abril de 2023, Sawada sufrió un ataque cardíaco fatal mientras jugaba hockey sobre hielo recreativo en Richmond. Tenía 38 años. [16]

## Carrera
| 2001–02   | Richmond Sockeyes  | PIJHL     | 3   | 1  | 0  | 1   | 6   | —  | —  | —  | —  | —  |
| 2002–03   | Richmond Sockeyes  | PIJHL     | 36  | 7  | 17 | 24  | 155 | —  | —  | —  | —  | —  |
| 2003–04   | Nanaimo Clippers   | BCHL      | 54  | 20 | 32 | 52  | 93  | 25 | 6  | 16 | 22 | 22 |
| 2004–05   | Cornell Big Red    | ECAC      | 35  | 4  | 5  | 9   | 48  | —  | —  | —  | —  | —  |
| 2005–06   | Cornell Big Red    | ECAC      | 35  | 7  | 13 | 20  | 20  | —  | —  | —  | —  | —  |
| 2006–07   | Cornell Big Red    | ECAC      | 31  | 10 | 11 | 21  | 29  | —  | —  | —  | —  | —  |
| 2007–08   | Cornell Big Red    | ECAC      | 36  | 10 | 16 | 26  | 34  | —  | —  | —  | —  | —  |
| 2007–08   | Iowa Stars         | AHL       | 10  | 2  | 7  | 9   | 14  | —  | —  | —  | —  | —  |
| 2008–09   | Manitoba Moose     | AHL       | 52  | 6  | 15 | 21  | 31  | 22 | 4  | 4  | 8  | 4  |
| 2008–09   | Dallas Stars       | NHL       | 5   | 1  | 0  | 1   | 0   | —  | —  | —  | —  | —  |
| 2009–10   | Texas Stars        | AHL       | 60  | 8  | 11 | 19  | 92  | 24 | 3  | 5  | 8  | 20 |
| 2009–10   | Dallas Stars       | NHL       | 5   | 0  | 0  | 0   | 0   | —  | —  | —  | —  | —  |
| 2010–11   | Texas Stars        | AHL       | 57  | 11 | 18 | 29  | 91  | 6  | 1  | 5  | 6  | 2  |
| 2010–11   | Dallas Stars       | NHL       | 1   | 0  | 0  | 0   | 0   | —  | —  | —  | —  | —  |
| 2011–12   | Texas Stars        | AHL       | 26  | 6  | 10 | 16  | 19  | —  | —  | —  | —  | —  |
| 2011–12   | St. John's IceCaps | AHL       | 17  | 1  | 2  | 3   | 14  | 15 | 3  | 3  | 6  | 10 |
| 2012–13   | St. John's IceCaps | AHL       | 65  | 13 | 16 | 29  | 88  | —  | —  | —  | —  | —  |
| 2013–14   | Colorado Eagles    | ECHL      | 18  | 7  | 8  | 15  | 26  | —  | —  | —  | —  | —  |
| 2013–14   | Tappara            | Liiga     | 29  | 3  | 5  | 8   | 10  | 1  | 0  | 0  | 0  | 2  |
| 2014–15   | Belfast Giants     | EIHL      | 52  | 21 | 38 | 59  | 89  | 4  | 2  | 2  | 4  | 2  |
| 2015–16   | Oji Eagles         | ALH       | 33  | 13 | 21 | 34  | 58  | 2  | 2  | 0  | 2  | 2  |
| Total AHL | Total AHL          | Total AHL | 287 | 47 | 79 | 126 | 349 | 67 | 11 | 17 | 28 | 36 |
| Total NHL | Total NHL          | Total NHL | 11  | 1  | 0  | 1   | 0   | —  | —  | —  | —  | —  |

## Muerte
Sawada murió el 10 de abril de 2023 a los 38 años de un ataque cardíaco mientras jugaba un partido de hockey con los Richmond Cowboys.